# (1138) Attica
(1138) Attica es el asteroide número 1138 situado en el cinturón principal. Fue descubierto por el astrónomo Karl Wilhelm Reinmuth  desde el observatorio de Heidelberg, el 22 de noviembre de 1929. Su designación alternativa es 1929 WF. Está nombrado por el Ática, una región de la antigua Grecia.